# Wycinka (powieść)
Wycinka (niem. Holzfällen. Eine Erregung) – powieść austriackiego pisarza Thomasa Bernharda z roku 1984. Jej tematem jest życie wiedeńskiego środowiska artystycznego, a większość z przedstawionych postaci miała swoje pierwowzory w rzeczywistości.

## Opis fabuły
"Akcja powieści Bernharda z 1984 roku rozgrywa się podczas „artystycznej kolacji” wydanej przez małżeństwo Auersbergów na cześć aktora z Burgtheater. Aktor się spóźnia, głodni goście - wiedeńscy artyści - są coraz bardziej pijani. Tylko narrator, alter ego autora, siedzący w półmroku przedpokoju, spogląda na nich jak widz w teatrze i w bezlitosnym, obsesyjnym, miejscami komicznym monologu rozprawia się z dawnymi przyjaciółmi, którzy w jego oczach zamienili się w żałosną zgraję snobów, megalomanów i pozorantów. Tłem spotkania z nimi po latach jest samobójstwo wspólnej przyjaciółki, niespełnionej artystki.
Publikacja powieści wywołała skandal. Gerhard Lampersberg, kompozytor i dawny przyjaciel Bernharda, rozpoznał się w powieściowym Auersbergerze, „epigonie Weberna”, homoseksualiście i alkoholiku, i wytoczył autorowi proces o zniesławienie. Powieść została skonfiskowana i objęta zakazem sprzedaży w Austrii, co oczywiście stało się dla niej najlepsza reklamą".

## Adaptacje Krystiana Lupy
W 2013 Krystian Lupa przygotował adaptację Holzfällen w Shauspielhaus Graz, za którą otrzymał prestiżową austriacką nagrodę Nestroy Preis w kategorii najlepsza reżyseria.
Polska prapremiera scenicznej adaptacji powieści w reżyserii Krystiana Lupy i przekładzie Moniki Muskały, odbyła się 23 października 2014 na deskach Sceny im. Jerzego Grzegorzewskiego w Teatrze Polskim we Wrocławiu. Apokryfy będące integralną częścią adaptacji zostały stworzone przez reżysera, improwizacje aktorskie oraz zaczerpnięte z dzieł Jeannie Ebner i Friederike Mayröcker; myśli Joany w "Sebastianplatz" Verena Lercher (Graz).
Spektakl Lupy został nagrodzony przez Międzynarodowe Jury podczas Międzynarodowego Festiwalu Teatralnego Boska Komedia w Krakowie (nagrody dla najlepszego spektaklu, reżysera i aktora) i odniósł międzynarodowy sukces. Wycinka była prezentowana w Japonii, Korei Południowej, Hiszpanii i Czechach; jako pierwsze polskie przedstawienie w historii zainaugurowała prestiżowy LXIX Festival d’Avignon (2015), była także prezentowana podczas Festival d'Automne à Paris na deskach Odéon Théâtre de l'Europe (2016). 
Obsada wrocławskiej adaptacji:
| Bohater                 | Pierwowzór           | Aktor / Aktorka        |
| ----------------------- | -------------------- | ---------------------- |
| Thomas                  | Thomas Bernhard      | Piotr Skiba            |
| Maja Auersberger        | Maja Lampersberg     | Halina Rasiakówna      |
| Gerhard Auersberger     | Gerhard Lampersberg  | Wojciech Ziemiański    |
| Joana Thul              | Elfriede Skusal      | Marta Zięba            |
| Aktor Teatru Narodowego | brak                 | Jan Frycz              |
| Jeannie Billroth        | Jeannie Ebner        | Ewa Skibińska          |
| Anna Schrecker          | Friederike Mayröcker | Bożena Baranowska      |
| Albert Rehmden          | Anton Lehmden        | Andrzej Szeremeta      |
| Joyce                   | brak                 | Adam Szczyszczaj       |
| James                   | brak                 | Michał Opaliński       |
| John                    | Friedrich Riedl      | Marcin Pempuś          |
| Mira                    | brak                 | Anna Ilczuk            |
| Kucharka                | brak                 | Krzesisława Dubielówna |